# Saint-Hilaire-les-Monges
Saint-Hilaire-les-Monges è un comune francese di 105 abitanti situato nel dipartimento del Puy-de-Dôme nella regione dell'Alvernia-Rodano-Alpi.

## Società

### Evoluzione demografica
Abitanti censiti